# Nadia Quagliotto
Nadia Quagliotto   (Montebelluna, 22 de març de 1997) és una ciclista italiana professional des del 2016 i actualment a l'equip Cofidis.

## Palmarès en ruta
- 2015
  -  Campiona d'Europa júnior en ruta[2]
- 2022
  - Trofeu Ponente in Rosa i vencedora de dues etapes

### Resultats a les Grans Voltes

#### Giro d'Itàlia
- 2016: 77a posició
- 2017: 42a posició
- 2018: 28a posició
- 2019: 51a posició
- 2020: 72a posició
- 2021: 30a posició
- 2022: 56a posició
- 2024: 67a posició

#### Tour de França
- 2025: 93a posició

#### Volta a Espanya
- 2023: 30a posició
- 2024: 50a posició